# Канава

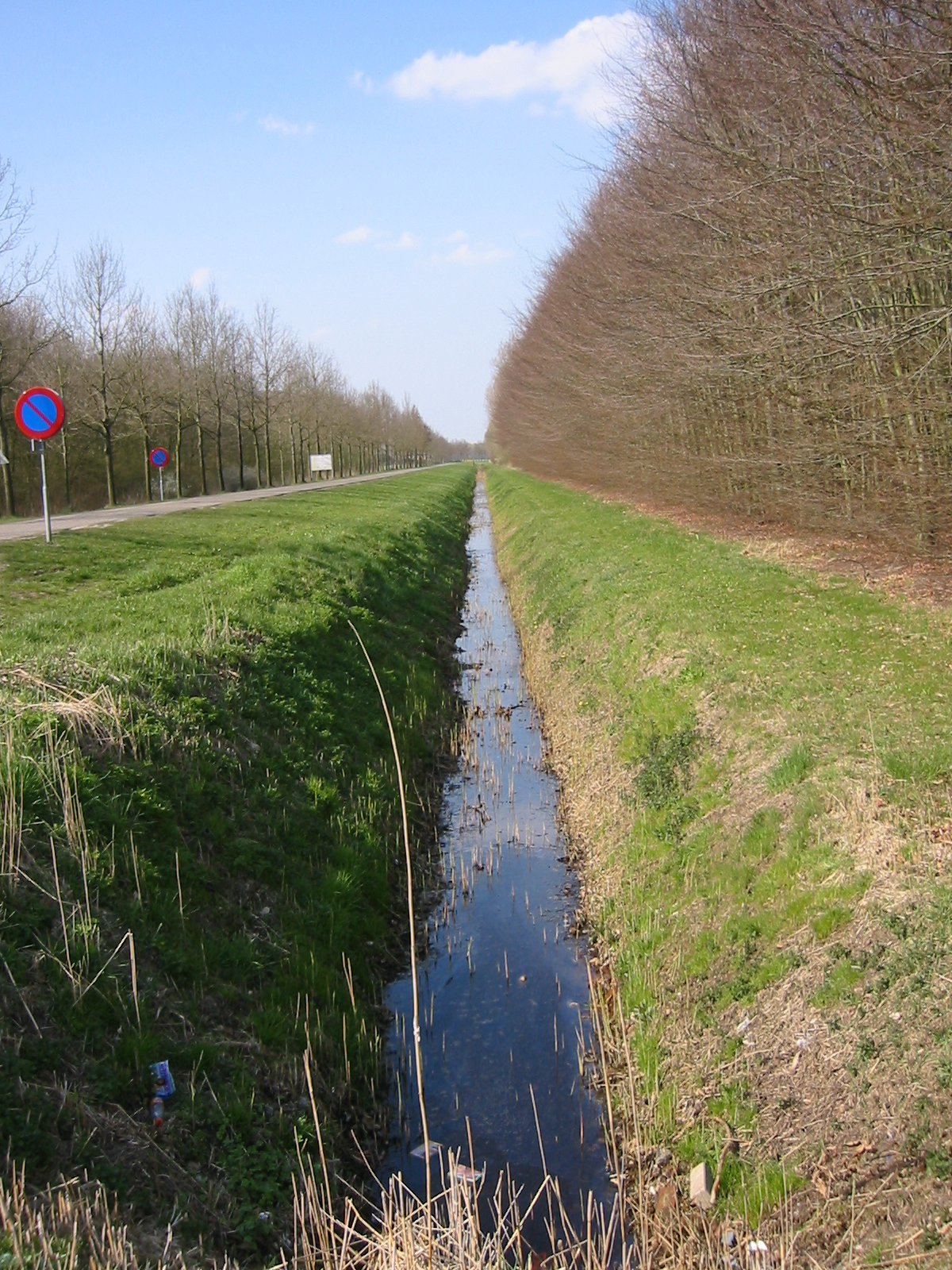
Канава в Нидерландах

Кана́ва — открытая горная или геологоразведывательная выработка, имеющая небольшие по сравнению с длиной поперечные размеры.
Назначение канавы:
- В геологии — выявление выходов горных пород, опробование.
- В горном деле — сбор и отвод либо подвод поверхностных вод.

Канавы широко применяются при разработке россыпей и торфяных месторождений.
По назначению канавы подразделяются на:
- руслоотводные (предназначенные для отвода русел небольших рек и ручьёв);
- нагорные (для перехвата стекающей по склонам воды);
- разрезные (для сбора и отвода воды на открытых выработках);
- капитальные (для сбрасывания воды ниже уровня участка горных работ);
- водоотводные (предотвращающие поступление воды в выработки);
- водоподводные (обеспечивающие водоснабжение).

При фильтрационно-дренажном оттаивании мёрзлых пород различают канавы:
- фильтрационные;
- дренажные.

Форма поперечного сечения канав, как правило, трапециевидная. Форма откосов зависит от стройкости горных пород. Размеры канав и уклон дна определяется в зависимости от количества протекающей воды. Наполнение канав, как правило, выдерживается на уровне 0,6 — 0,8 от их объёма.